# Prstan Mogote
Prstan Mogote (tudi Edini prstan, Sovragov prstan, Isildurjeva gonoba) je čarobni prstan, izmišljen predmet iz romanov o fantazijskem Srednjem svetu angleškega pisatelja Johna R.R. Tolkiena. Skoval ga je temni vladar Sauron in z njegovo pomočjo dobil neizmerno moč ter skoraj zavzel ves Srednji svet. 

## Zgodovina
Troji Prstani za vilinske kralje pod neba bleščavo,
Sedmeri za škratov vladarje v njih skalnem zaklonu,
Deveteri za Smrtnike, ljudi z umrljivo naravo,
En sam pa za Temnega vladarja, ki sedi na tronu
v Mordorju, kjer sence ležijo stoglavo.
Edini, ki jim vsem vlada, Edini, ki jih vse preseže,
Edini, da jih vse poišče in jih v temí poveže
v Mordorju, kjer sence ležijo stoglavo.

Prstan Mogote je bil narejen okoli leta 1600 drugega zemeljskega veka v Mordorju na Gori Pogube. Sauron sam ni imel popolnega  znanja, kako izdelati prstan, zato je ukanil eregionske kovce in jih učil. Spotoma pa se je tudi sam naučil, kako izdelati prstane. Ko so okoli leta 1500 začeli kovati prstane Mogote, kot se jim pravi in jih naredili 9 za ljudi, 7 za škrate in 3 za viline (okoli leta 1590). Kasneje, okoli leta 1600, pa je Sauron na skrivaj izdelal še en prstan in vanj vlil del sebe. Sauronov prstan je bil najmočnejši med vsemi prstani in je zelo hitro nadvladal ostale lastnike prstanov. Kljub temu, da Sauron ni nikoli položil roke na vilinske prstane (Vilya, Nenya, Narya), so jih vilini skrili. Sauron pa si je podjarmil imetnike deveterih prstanov, velike kralje tistega časa. Ti so postali Sauronovi najlojalnejši služabniki, imenovani tudi prstanovi besi. 
Sauron je začel vojno, leta 3430 je bilo ustanovljeno tako imenovano zadnje zavezništvo med ljudmi in vilini. Ti so uspeli poraziti Saurona in Isildur mu je odsekal prst, na katerem je imel Edini prstan. Elrond je odpeljal Isildurja v Goro Pogube (Orodruin) in mu dal priložnost, da uniči prstan, a Isildur se je obrnil in odkorakal stran. Vilini so od takrat trdili, da človeški narod ni več tako močan. Prstan pa ni hotel ostati pri Isildurju, zato ga je izdal. Ko je padel Isildur v zasedo na Žafranovih poljanah, si ga je nadel, da bi se skril, a prstan mu je zlezel s prsta in tako so ga orki našli ter ubili.
Ash nazg durbatulûk, ash nazg gimbatul,
Ash nazg thrakatulûk agh burzum-ishi krimpatul.

## O Ponovnem odkritju
Prstan je miroval vrsto let, dokler ga ni našel rečni hobit z imenom Smeagol, ki se je zanj stepel s svojim prijateljem in ga ubil. Prstan ga je spremenil v Goluma in mu dal dolgo življenje (nosil ga je 500 let) ter nevidnost. Smeagol je imel prstan, vse dokler ga ni v neki jami našel Bilbo Bisagin in ga spravil v žep. Nihče, ne Bilbo in ne Smeagol, se nista zavedala prstanove prave moči. Bilbo je dolgo molčal o prstanu, a ko je bil čas, se mu je odrekel in ga predal Frodu.
Ta ga je kmalu pokazal Gandalfu in slednji je kmalu ugotovil, da gre za Edini Prstan. Vsi dvomi so izginili, ko je Gandalf vrgel prstan v ogenj. Pokazal se je napis v mordorščini »Ash nazg durbatulûk, ash nazg gimbatul...«, ki v prevodu pomeni: 
Edini, da jih vse poišče in jih v temi poveže, 
Ko so se pojavile te besede, ni bilo več nobenega dvoma, da gre za Prstan Mogote. Gandalf je naročil Frodu, naj gre v Razendel.

## Prstanovo potovanje in uničenje
Na posvetu v Razendelu je bila ustanovljena druščina z nalogo odnesti prstan v Goro Pogube in ga tam uničiti. Na poti je druščina naletela na razne ovire, in na koncu zaradi moči prstana tudi razpadla. Frodo in Samoglav Gamgi sta nadaljevala pot sama, kasneje se jima je pridružil še Smeagol kot vodič, vendar je še vedno obseden s prstanom. Nekajkrat ju poskuša ubiti, a vendar mu ne uspe.
Frodo in Samo na koncu dosežeta Goro Pogube, kjer pade Frodo pod vpliv prstana in ga ne želi več uničiti. Na njuno srečo v tem trenutku Smeagol prstan ukrade in hobita se začneta zanj boriti. Smeagol skupaj s prstanom pade v lavo. Skupaj s prstanom je uničena tudi Sauronova moč in Srednji svet je rešen.